# 南海归墟
《南海归墟》又名《鬼吹灯之南海归墟》，改编自天下霸唱的系列小说《鬼吹灯》，是鬼吹燈網路劇系列之一。讲述“铁三角”胡八一、雪莉杨和王胖子再度重聚，在当地渔民带领下启程前往南海，探寻归墟之国寻找秦王照骨镜的故事。蔡岳勋任导演，由潘粤明、张雨绮、姜超主演。本劇於2023年11月27日在腾讯视频獨家首播。

## 主要角色
| 演员   | 角色      | 介绍                                                                                        |
| 潘粤明 | 胡八一    | 綽號：胡爺、老胡、胡司令。 摸金校尉，“铁三角”之一。                                         |
| 张雨绮 | Shirley楊 | 綽號：楊小姐、楊參謀長。 美籍華人，國家地理雜誌的攝影師，豪爽大方，膽大心細，“铁三角”之一。 |
| 姜超   | 王凱旋    | 綽號：王胖子、小胖、王司令。 摸金校尉，“铁三角”之一。                                       |
| 汤镇业 | 明叔      | 破产投机商人。                                                                              |
| 王奕权 | 阮黑      | 经验丰富的船老大。                                                                          |
| 周杨洋 | 多玲      | 阮黑徒弟。                                                                                  |
| 陈牧驰 | 古猜      | 恨天族后裔，阮黑徒弟。                                                                      |

## 播出时间
| 频道     | 所在地   | 播出日期       | 备注                           |
| -------- | -------- | -------------- | ------------------------------ |
| 腾讯视频 | 中国大陆 | 2023年11月27日 | 会员每日18点更新1集，首播3集。 |